# Bellenglise
Bellenglise est une commune française située dans le département de l'Aisne en région Hauts-de-France.

## Géographie

### Communes limitrophes
|        | Nauroy      | Bellicourt     |
| Pontru | Bellenglise | Magny-la-Fosse |
|        | Pontruet    | Lehaucourt     |

### Hydrographie

#### Réseau hydrographique
La commune est située dans le bassin Artois-Picardie. Elle est drainée par Omignon, le canal de St-Quentin bief de partage de l'écluse 18 Lesdins à l'écluse 17 Bosquet et la Baraque,.
L'Omignon, d'une longueur de 32 km, prend sa source dans la commune  et se jette  dans la Somme à Brie, après avoir traversé 16 communes.
Le canal de Saint-Quentin, long de 92,5 km, assure la jonction entre l'Oise, la Somme et l'Escaut et met en relation le Bassin parisien, le Nord de la France et la Belgique. La commune est traversée par le bief de partage.

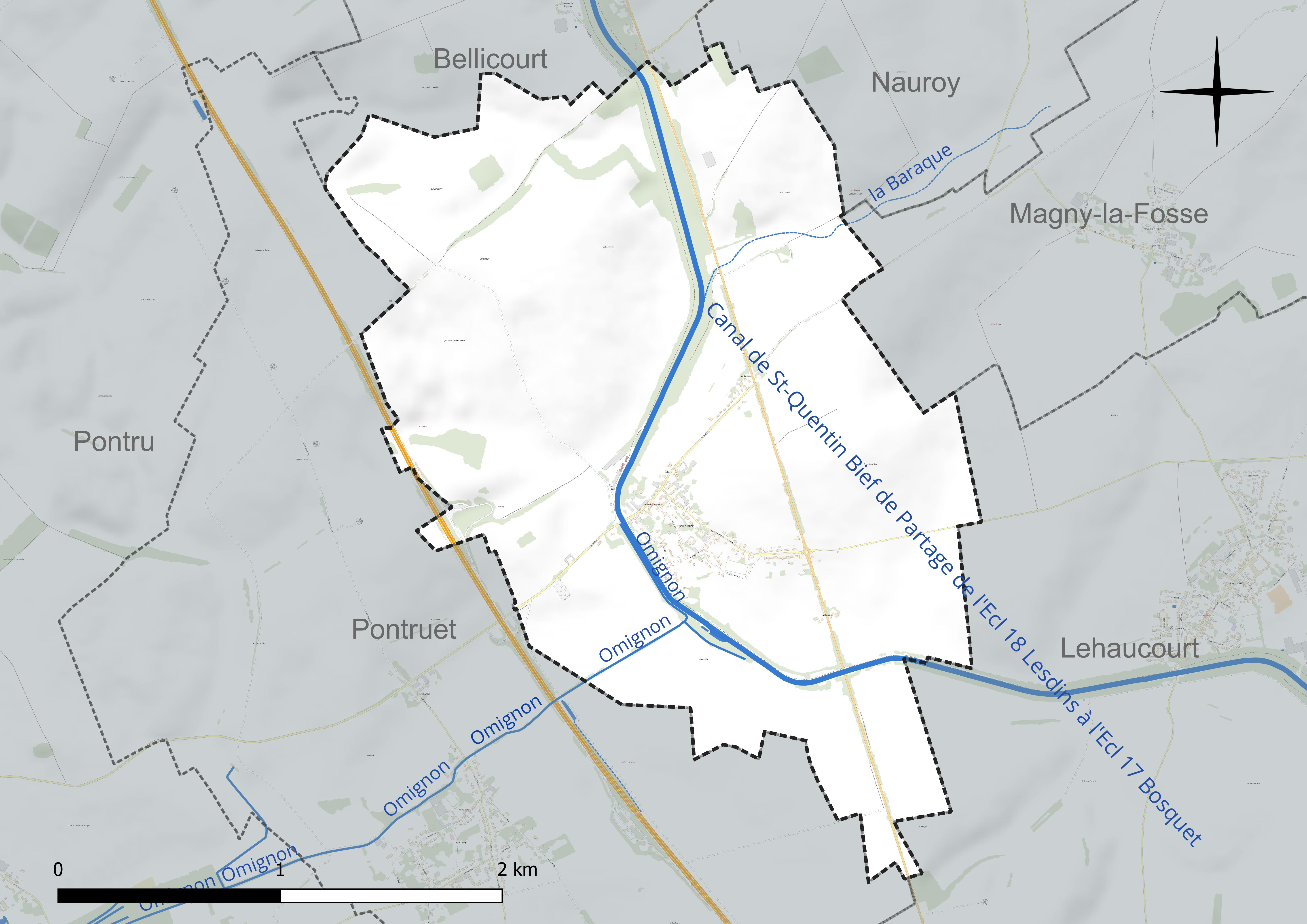
Réseau hydrographique de Bellenglise.

#### Gestion et qualité des eaux
Le territoire communal est couvert par le schéma d'aménagement et de gestion des eaux (SAGE) « Haute Somme ». Ce document de planification concerne un territoire de 1 798 km2 de superficie, délimité par le bassin versant de la Haute Somme est constitué d'un réseau hydrographique complexe de cours d'eau, de marais, d'étangs et de canaux. Le périmètre a été arrêté le 21 avril 2006 et le SAGE proprement dit a été approuvé le 15 juin 2017. La structure porteuse de l'élaboration et de la mise en œuvre est le syndicat mixte d'aménagement hydraulique du bassin versant de la Somme (AMEVA).
La qualité des cours d'eau peut être consultée sur un site dédié géré par les agences de l'eau et l'Agence française pour la biodiversité.

### Climat
Pour des articles plus généraux, voir Climat des Hauts-de-France et Climat de l'Aisne.
En 2010, le climat de la commune est de type climat océanique dégradé des plaines du Centre et du Nord, selon une étude du CNRS s'appuyant sur une série de données couvrant la période 1971-2000. En 2020, Météo-France publie une typologie des climats de la France métropolitaine dans laquelle la commune est exposée à un climat océanique et est dans la région climatique Nord-est du bassin Parisien, caractérisée par un ensoleillement médiocre, une pluviométrie moyenne régulièrement répartie au cours de l'année et un hiver froid (3 °C).
Pour la période 1971-2000, la température annuelle moyenne est de 10,1 °C, avec  une amplitude thermique annuelle de 15 °C. Le cumul annuel moyen de précipitations est de 714 mm, avec 11,8 jours de précipitations en janvier et 9 jours en juillet. Pour la période 1991-2020 la température moyenne annuelle observée sur la station météorologique la plus proche, située sur la commune de Fontaine-lès-Clercs à 13 km à vol d'oiseau, est de 10,8 °C et le cumul annuel moyen de précipitations est de 683,4 mm,. Pour l'avenir, les paramètres climatiques de la commune estimés pour 2050 selon différents scénarios d'émission de gaz à effet de serre sont consultables sur un site dédié publié par Météo-France en novembre 2022.

## Urbanisme

### Typologie
Au 1er janvier 2024, Bellenglise est catégorisée commune rurale à habitat dispersé, selon la nouvelle grille communale de densité à 7 niveaux définie par l'Insee en 2022.
Elle est située hors unité urbaine. Par ailleurs la commune fait partie de l'aire d'attraction de Saint-Quentin, dont elle est une commune de la couronne,. Cette aire, qui regroupe 120 communes, est catégorisée dans les aires de 50 000 à moins de 200 000 habitants,.

### Occupation des sols
L'occupation des sols de la commune, telle qu'elle ressort de la base de données européenne d'occupation biophysique des sols Corine Land Cover (CLC), est marquée par l'importance des territoires agricoles (90,4 % en 2018), une proportion sensiblement équivalente à celle de 1990 (90,6 %). La répartition détaillée en 2018 est la suivante : 
terres arables (90,4 %), forêts (4,9 %), zones urbanisées (4,7 %).
L'évolution de l'occupation des sols de la commune et de ses infrastructures peut être observée sur les différentes représentations cartographiques du territoire : la carte de Cassini (XVIIIe siècle), la carte d'état-major (1820-1866) et les cartes ou photos aériennes de l'IGN pour la période actuelle (1950 à aujourd'hui).

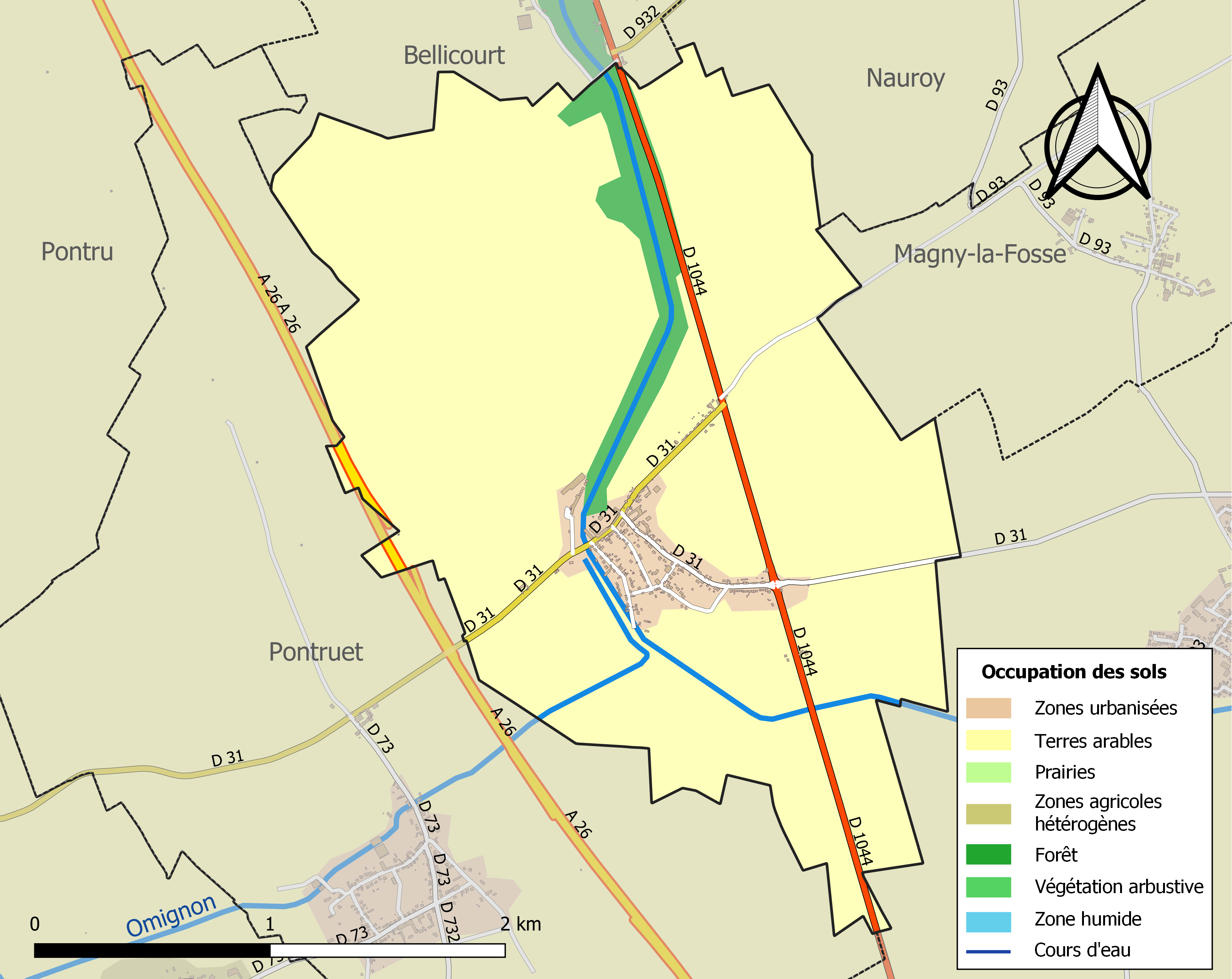
Carte des infrastructures et de l'occupation des sols de la commune en 2018 (CLC).

## Toponymie
Le nom de la localité est attesté sous les formes Belaineglise en 1190 (cartulaire de l'abbaye Saint-Martin, p. 574) ; Bellana ecclesia en 1195 (cartulaire AA de l'abbaye de Saint-Quentin-en-l'Île, p. 69) ; [Territorium de] Biaullaineglise en 1395 (Colliette, Mém. du Vermandois, t. II, p. 559) ; Belenneglise en 1384 ; Berenglise en 1390 (arch. de l'Emp. P 135 ; transcrits de Vermandois) ; Belenglise en 1565 (titre de l'Hôtel-Dieu de Saint-Quentin). La forme actuelle est attestée au XVIIIe siècle sur la carte de Cassini.
Il s'agit d'une formation toponymique en -glise, issu du mot église par aphérèse de [é], selon un mode de composition influencé par le germanique comme on en rencontre quelques-uns en Picardie, généralement précédé d'un nom de personne germanique. Il s'agit peut-être de l'anthroponyme Biling / Beling que l'on retrouverait dans Bellinglise (Oise) et dans Bellicourt (Aisne, Belleincourt en 1228).

## Histoire
|  |
|  |

 Carte de Cassini 

Sur la carte de Cassini ci-contre datant du XVIIIe siècle, Bellenglise est une paroisse. En bordure du chemin allant de Saint-Quentin à Cambrai déjà empierré et bordé à cette époque, il y avait un hameau nommé" la Baraque" où ne subsiste aujourd'hui qu'une maison (le cimetière militaire britannique de la Baraque est implanté à cet endroit. Un moulin à vent en bois existait au nord-est en direction de Joncourt.
 Canal de Saint-Quentin 

Inauguré en 1810 par Napoléon, le canal de Saint-Quentin apporta un important essor économique au village avec l'implantation d'un quai de chargement.
 La guerre de 1914-1918 

Après la bataille des frontières du  7 au 24 août 1914, devant les pertes subies, l'état-major français décide de battre en retraite depuis la Belgique. Le 28 août 1914, de violents combats opposent les Allemands au 10e régiment d'infanterie territoriale de Saint-Quentin. Malgré une défense acharnée, les lignes françaises cèdent et un bataillon entier du 10e RIT est capturé (1 000 hommes). Les Allemands s'emparent du village et poursuivent leur route vers l'ouest. Dès lors commença l'occupation  qui dura jusqu'en octobre 1918. Pendant toute cette période Bellenglise restera loin des combats, le front se situant à une quarantaine de kilomètres à l'ouest vers Péronne. Le village servira de base arrière pour l'armée allemande.
Des arrêtés obligeaient, à date fixe, sous la responsabilité  du maire et du conseil municipal, sous peine de sanctions, la population à fournir : blé, œufs, lait, viande, légumes, destinés à nourrir les soldats du front. Toutes les personnes valides devaient effectuer des travaux agricoles ou d'entretien.
 
En février 1917, le général Hindenburg décida de la création d'une ligne défense à l'arrière du front ; cette ligne Hindenburg de fortifications s'appuie sur le canal de Saint-Quentin. Bellenglise est donc un point stratégique.
En septembre 1918, l'offensive des Alliés sur le front de Péronne porte ses fruits, les Allemands cèdent du terrain peu à peu. Le 30 septembre, les troupes anglaises et australiennes se heurtent, à l'armée allemande. Pendant plusieurs jours, le village sera l'objet de nombreux combats.
La population a été déportée quelques jours plus tôt pour servir d'otages aux troupes allemandes durant leur retraite. Au cours de ces combats, les bombardements ont provoqué de nombreuses destructions.
Après l'Armistice, peu à peu, les habitants évacués sont revenus, mais la population de 710 habitants en 1911 ne sera plus que de 308 en 1921 soit moins de la moitié.

Vu les souffrances endurées par la population pendant les quatre années d'occupation et les dégâts aux constructions, la commune s'est vu décerner la Croix de guerre 1914-1918 (France) le 17 octobre 1920.
Sur le monument aux morts sont inscrits les noms des 23 soldats bellenglisois morts pour la France ainsi que de 5 civils.

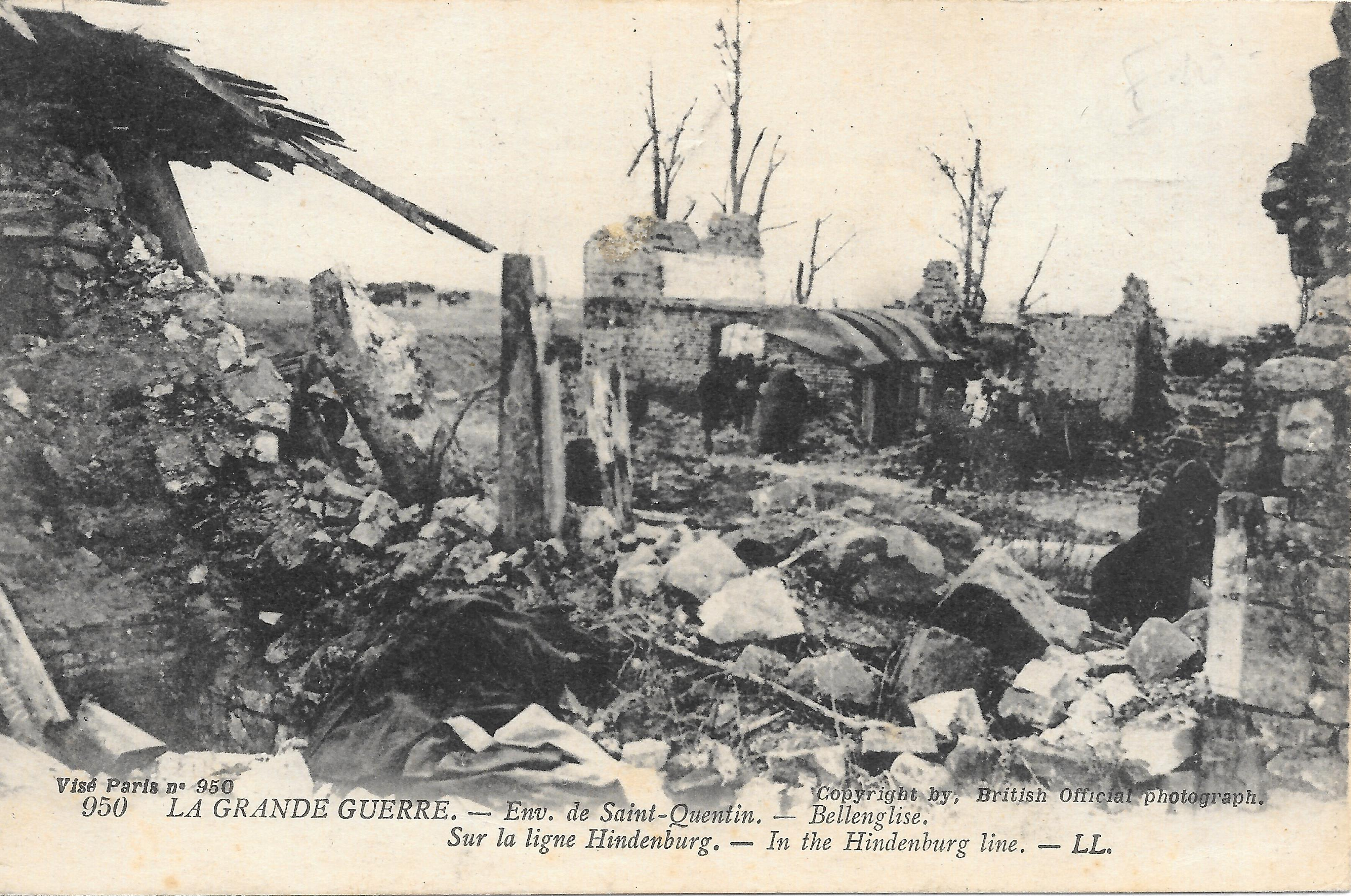
Les ruines de Bellenglise en 1918.
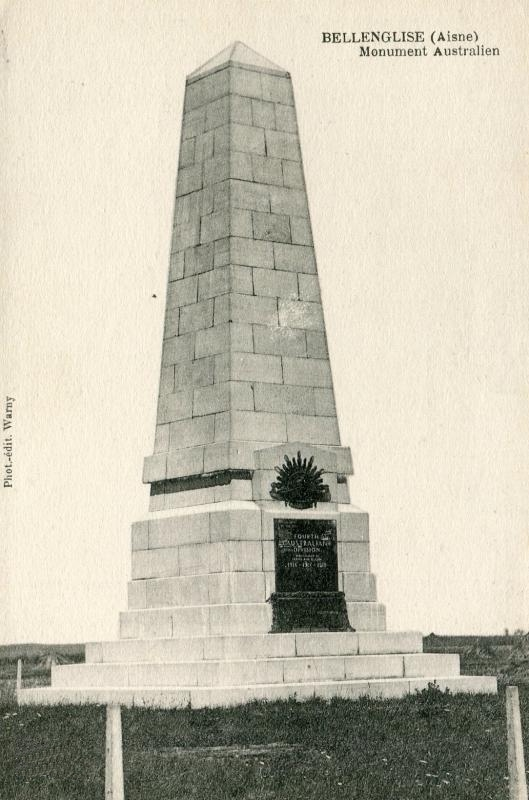
Monument à la gloire de l'armée australienne.
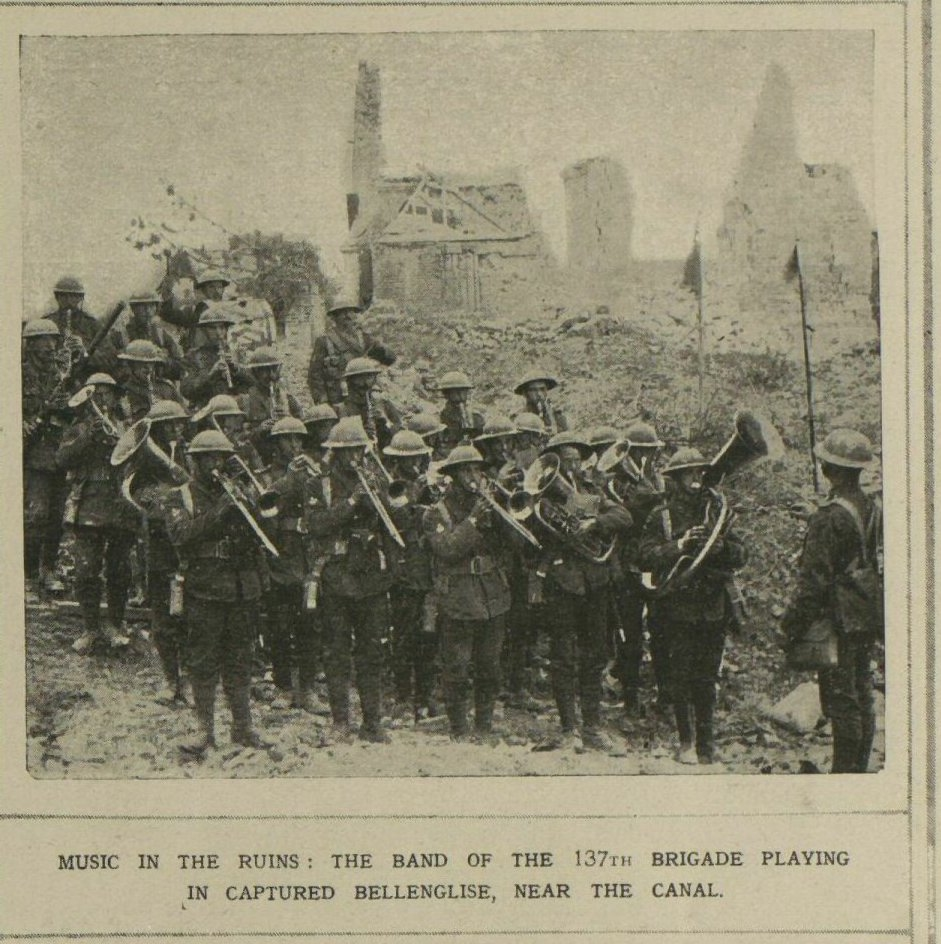
Musique britannique jouant dans les ruines de Bellenglise.
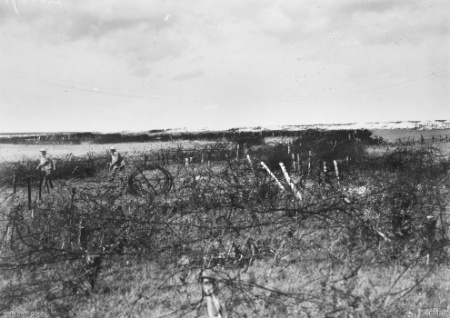
Ligne Hindenbourg en 1918.
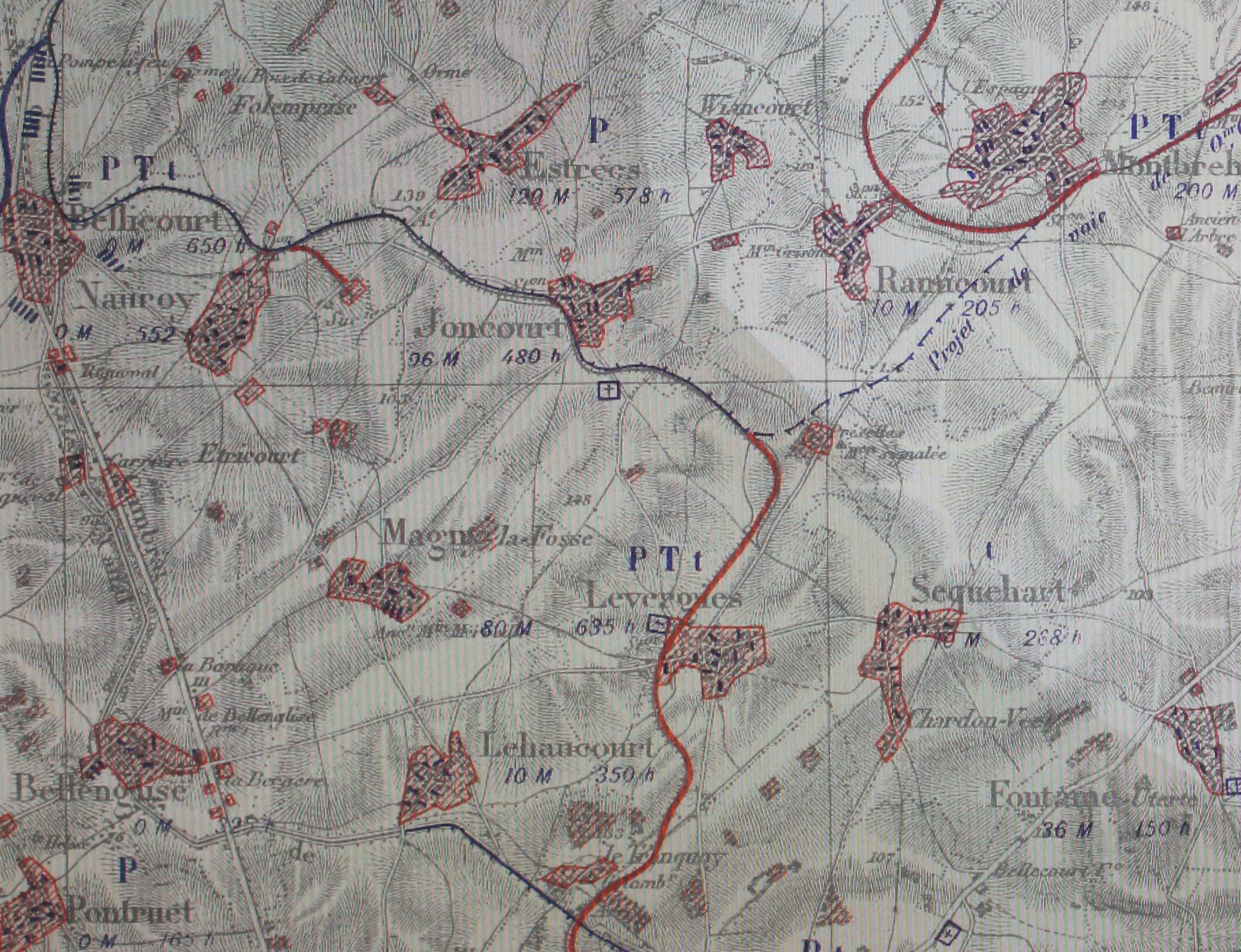
Carte montrant les destructions subies par Bellenglise en 1917 et 18.

## Politique et administration

### Découpage territorial
La commune de Bellenglise est membre de la communauté de communes du Pays du Vermandois, un établissement public de coopération intercommunale (EPCI) à fiscalité propre créé le 31 décembre 1993 dont le siège est à Bellicourt. Ce dernier est par ailleurs membre d'autres groupements intercommunaux.
Sur le plan administratif, elle est rattachée à l'arrondissement de Saint-Quentin, au département de l'Aisne et à la région Hauts-de-France. Sur le plan électoral, elle dépend du  canton de Bohain-en-Vermandois pour l'élection des conseillers départementaux, depuis le redécoupage cantonal de 2014 entré en vigueur en 2015, et de la deuxième circonscription de l'Aisne  pour les élections législatives, depuis le dernier découpage électoral de 2010.

### Administration municipale
| Période                                  | Période                       | Identité         | Étiquette | Qualité                                      |
| ---------------------------------------- | ----------------------------- | ---------------- | --------- | -------------------------------------------- |
| Les données manquantes sont à compléter. |                               |                  |           |                                              |
| 1922                                     | 1936                          | Edmond Boury     |           |                                              |
| 1945                                     | 1969                          | André Catoire    |           |                                              |
| 1969                                     | juin 1995                     | Robert Pavot     |           |                                              |
| juin 1995                                | mars 2008                     | Nelly Mauffroy   | PS        |                                              |
| mars 2008                                | En cours (au 11 juillet 2020) | Vincent Duquenne | DVD       | Fonctionnaire Réélu pour le mandat 2020-2026 |

## Démographie
L'évolution du nombre d'habitants est connue à travers les recensements de la population effectués dans la commune depuis 1793. Pour les communes de moins de 10 000 habitants, une enquête de recensement portant sur toute la population est réalisée tous les cinq ans, les populations de référence des années intermédiaires étant quant à elles estimées par interpolation ou extrapolation. Pour la commune, le premier recensement exhaustif entrant dans le cadre du nouveau dispositif a été réalisé en 2008.

En 2022, la commune comptait 379 habitants, en évolution de −1,3 % par rapport à 2016 (Aisne : −1,97 %, France hors Mayotte : +2,11 %).
| 1793 | 1800 | 1806 | 1821 | 1831 | 1836 | 1841 | 1846 | 1851 |
| ---- | ---- | ---- | ---- | ---- | ---- | ---- | ---- | ---- |
| 355  | 335  | 351  | 434  | 518  | 581  | 614  | 661  | 701  |

| 1856 | 1861 | 1866 | 1872 | 1876 | 1881 | 1886 | 1891 | 1896 |
| ---- | ---- | ---- | ---- | ---- | ---- | ---- | ---- | ---- |
| 759  | 833  | 815  | 729  | 729  | 674  | 708  | 774  | 806  |

| 1901 | 1906 | 1911 | 1921 | 1926 | 1931 | 1936 | 1946 | 1954 |
| ---- | ---- | ---- | ---- | ---- | ---- | ---- | ---- | ---- |
| 738  | 743  | 710  | 308  | 410  | 311  | 315  | 282  | 286  |

| 1962 | 1968 | 1975 | 1982 | 1990 | 1999 | 2006 | 2008 | 2013 |
| ---- | ---- | ---- | ---- | ---- | ---- | ---- | ---- | ---- |
| 276  | 426  | 517  | 479  | 441  | 410  | 391  | 386  | 382  |

| 2018 | 2022 | - | - | - | - | - | - | - |
| ---- | ---- | - | - | - | - | - | - | - |
| 379  | 379  | - | - | - | - | - | - | - |

## Culture locale et patrimoine

### Lieux et monuments
- Église Saint-Médard de Bellenglise reconstruite après la guerre de 1914-1918.
- Monument aux morts devant l'église.
- Carré militaire français du cimetière communal
- Mémorial de la 4è Division Australienne de Bellenglise
- Cimetière communal, avec son carré militaire et son monument, juste à gauche à l'entrée, où sont inhumés des soldats « morts pour la France ».
- La Baraque British Cemetery, cimetière militaire britannique de la Commonwealth War Graves Commission, au hameau de la Baraque[31].
- Monument à la 4e division australienne, au lieu-dit « les Chaudries ».
- Croix de chemin.
- Des fermes avec tour-pigeonnier.

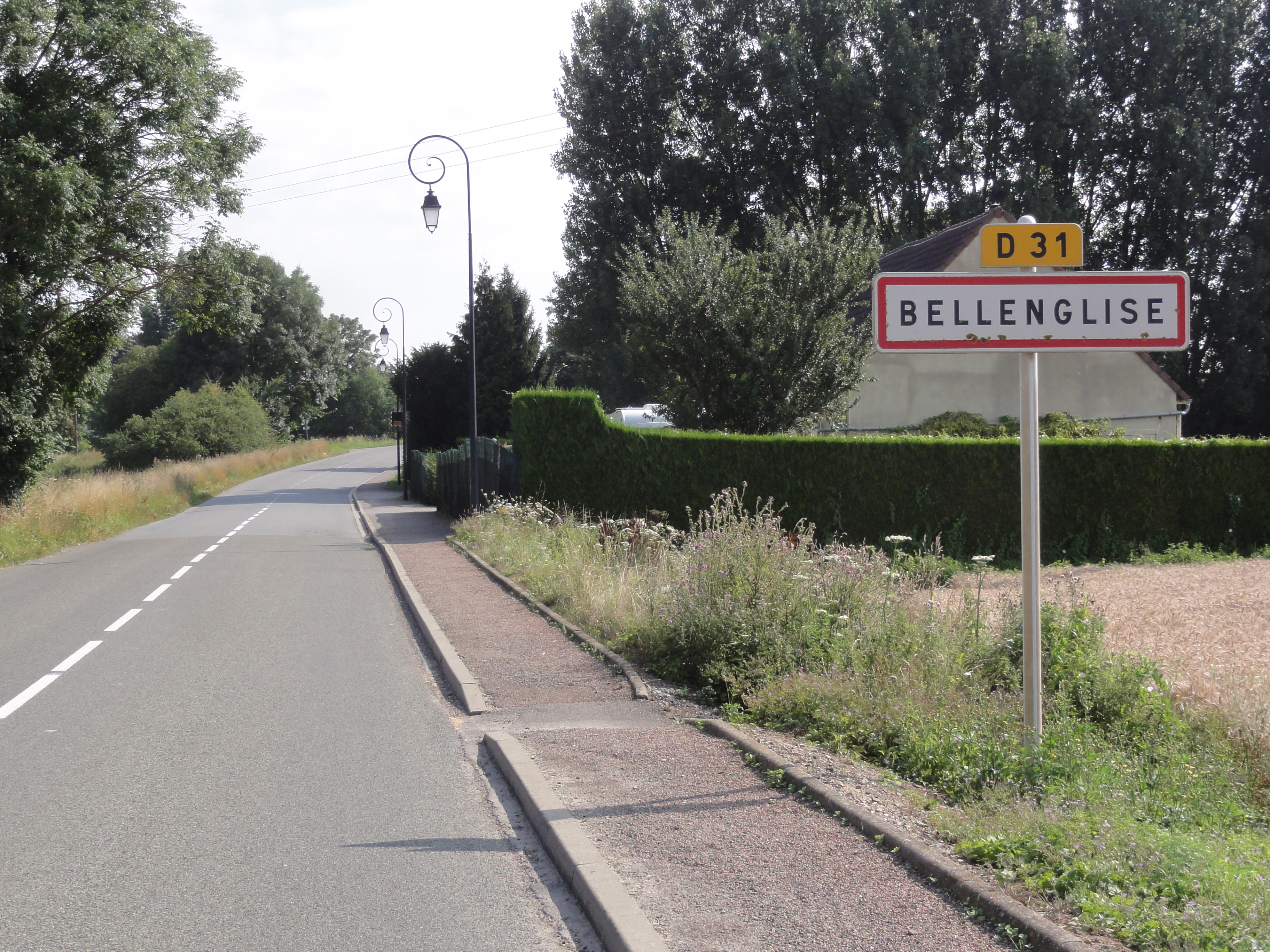
Entrée de Bellenglise.
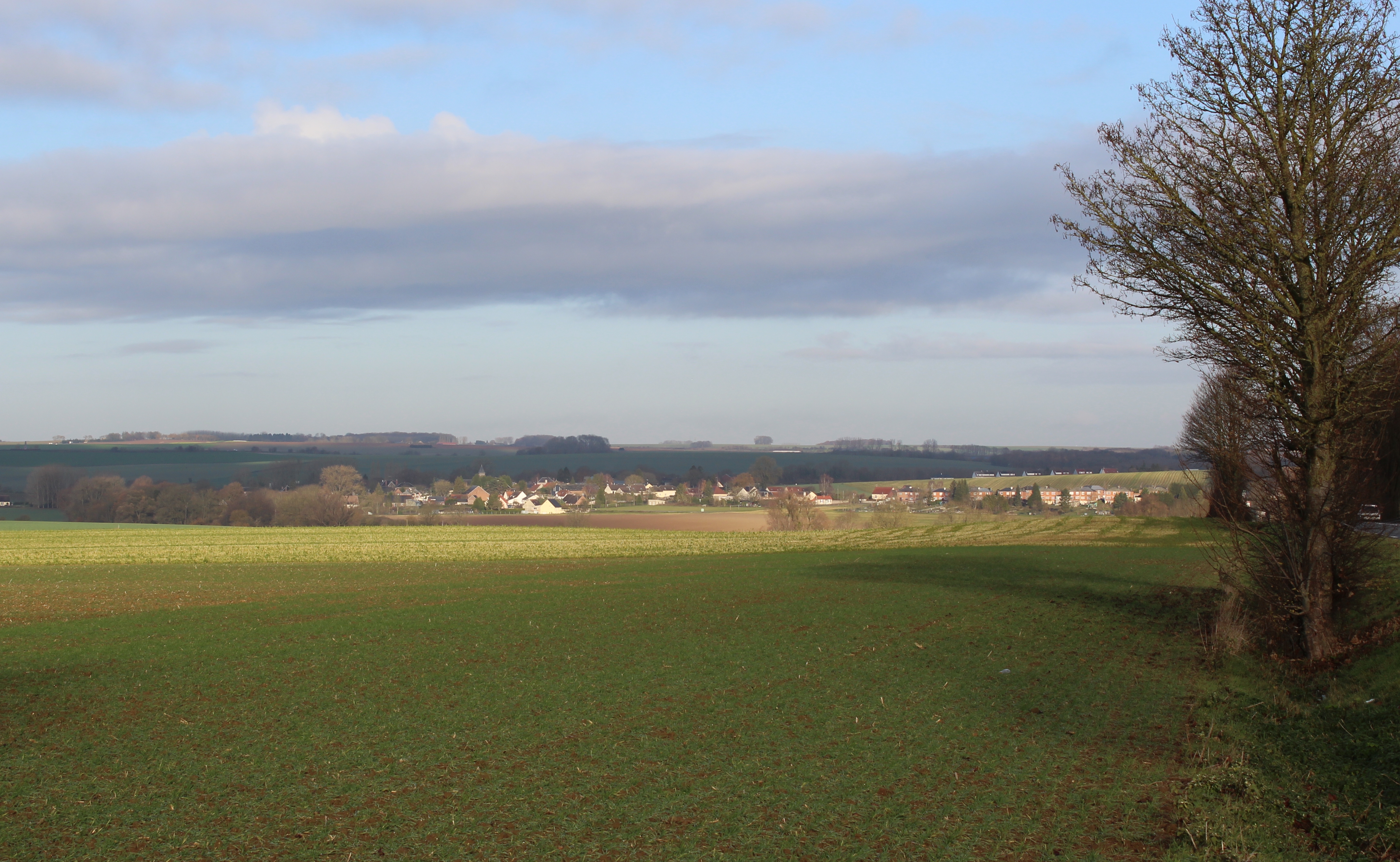
Vue générale depuis la route de Cambrai.
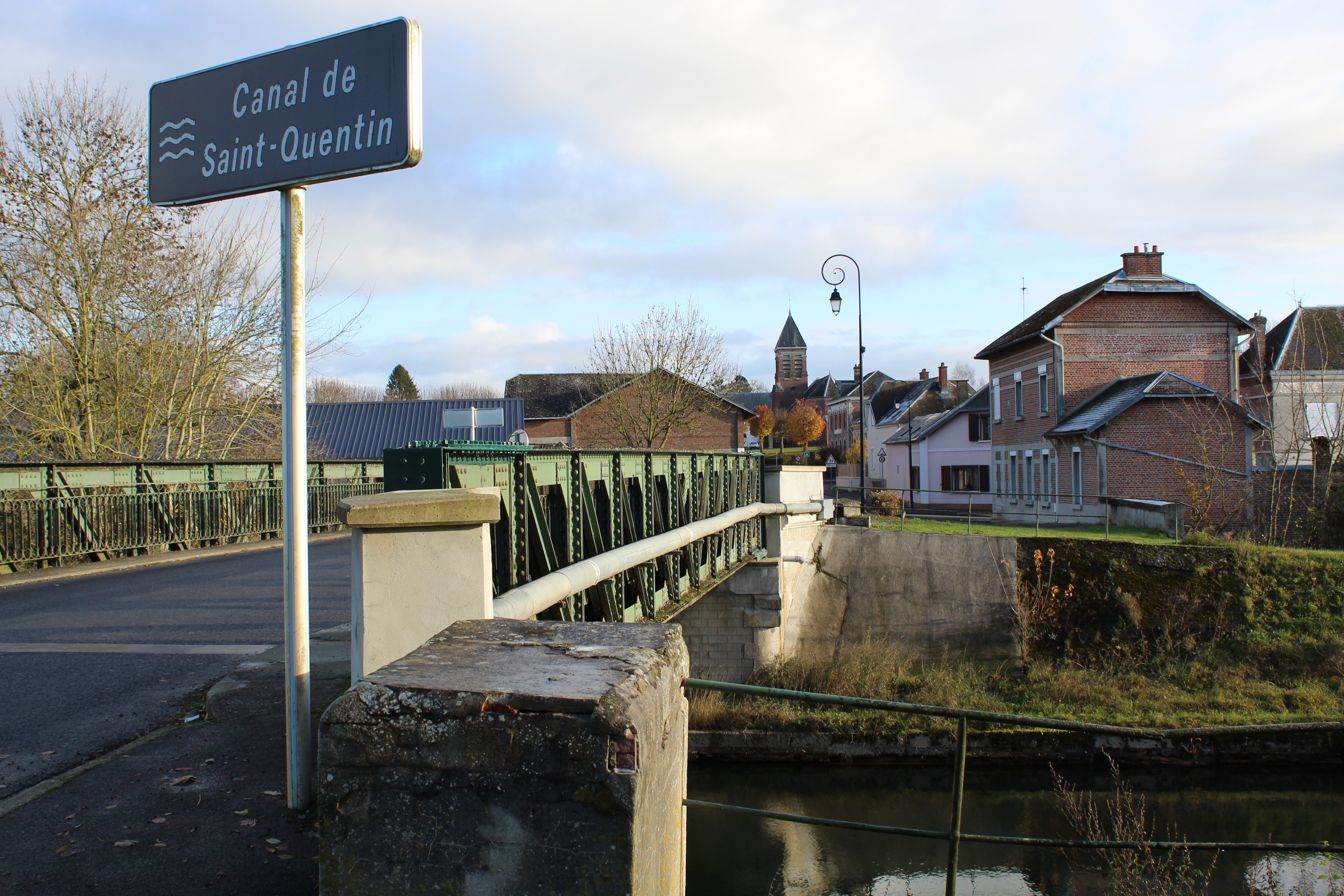
Pont du canal à l'entrée du village.
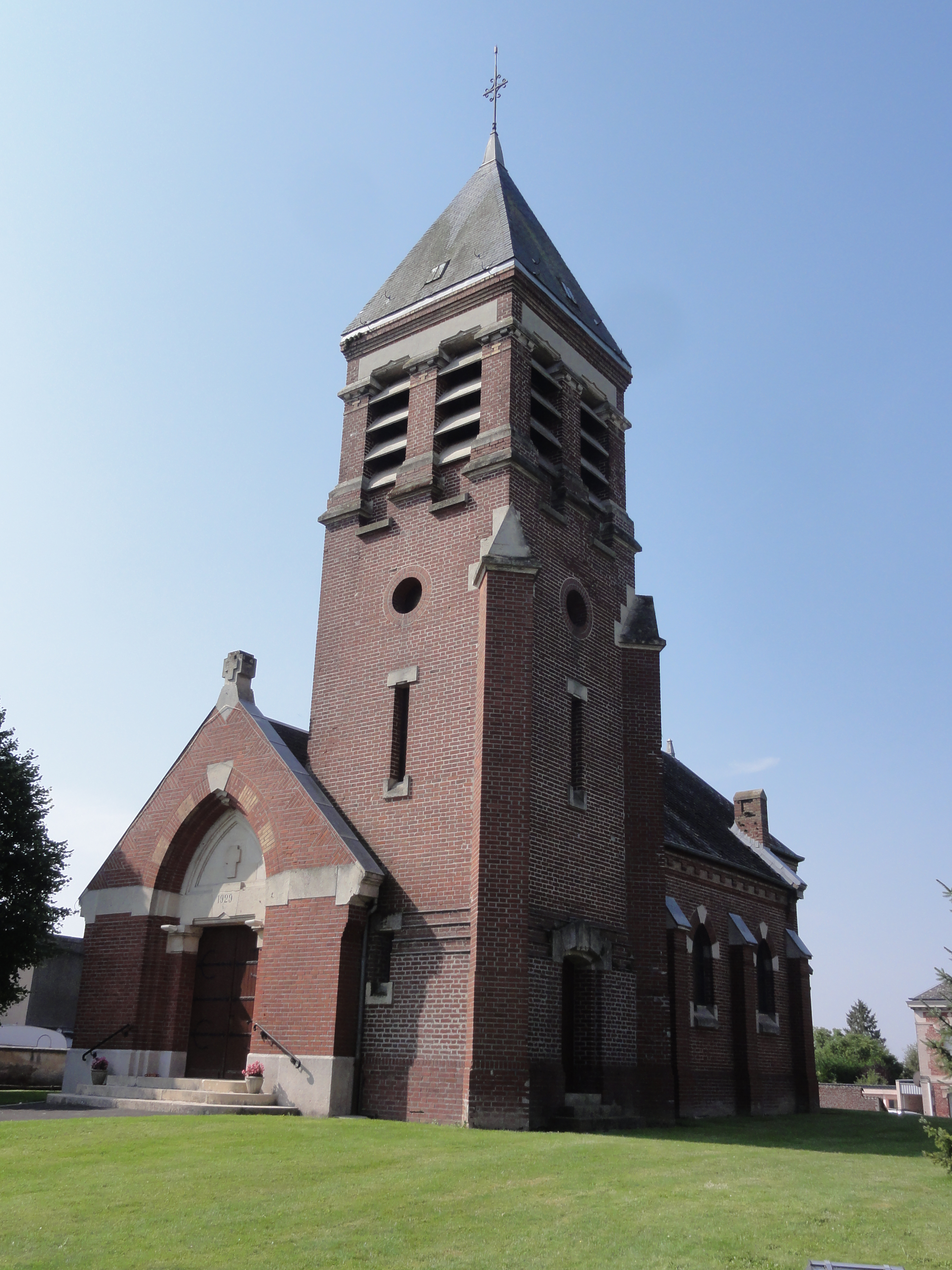
Église Saint-Médard.
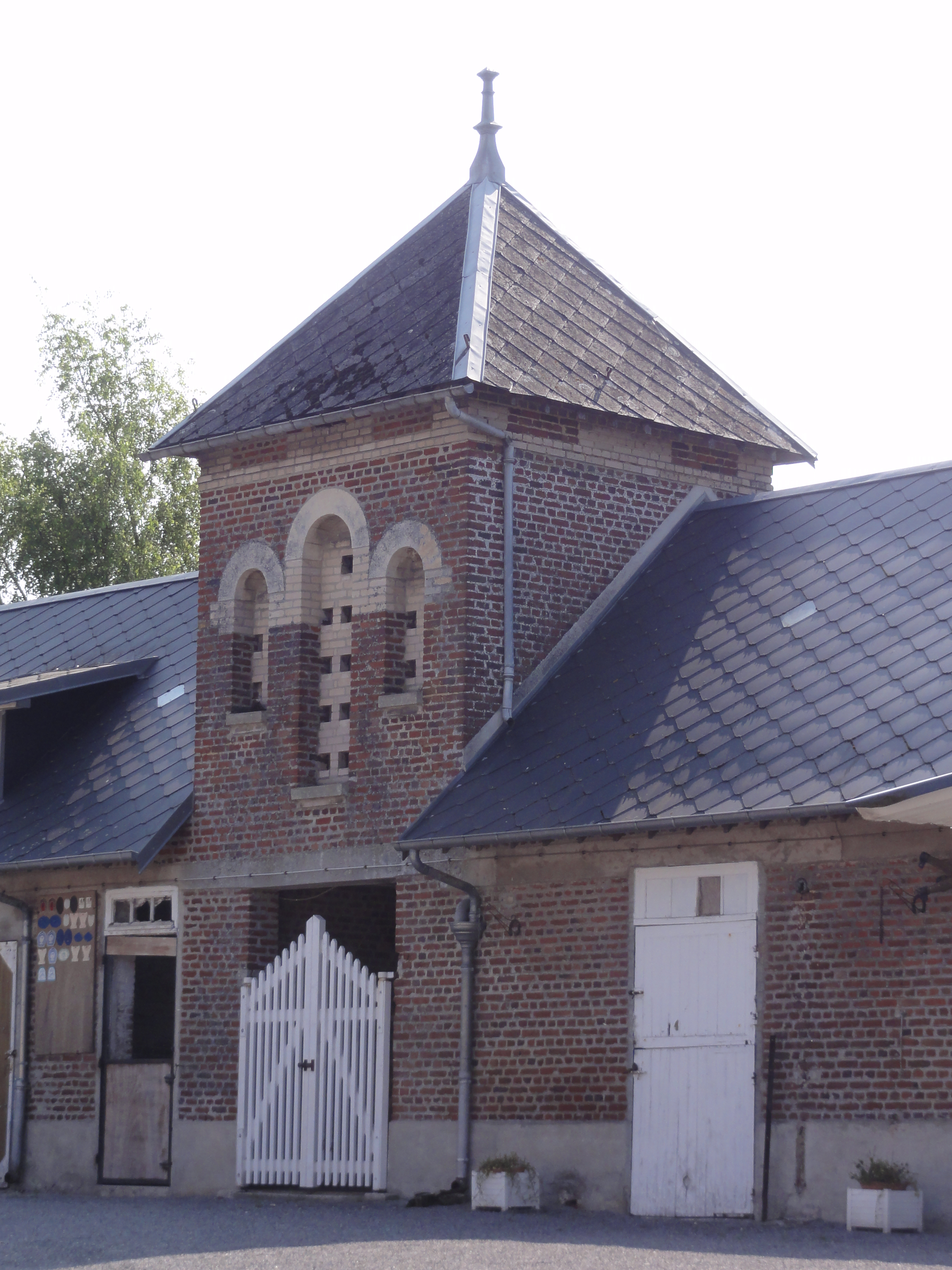
Porche de ferme avec tour-pigeonnier.
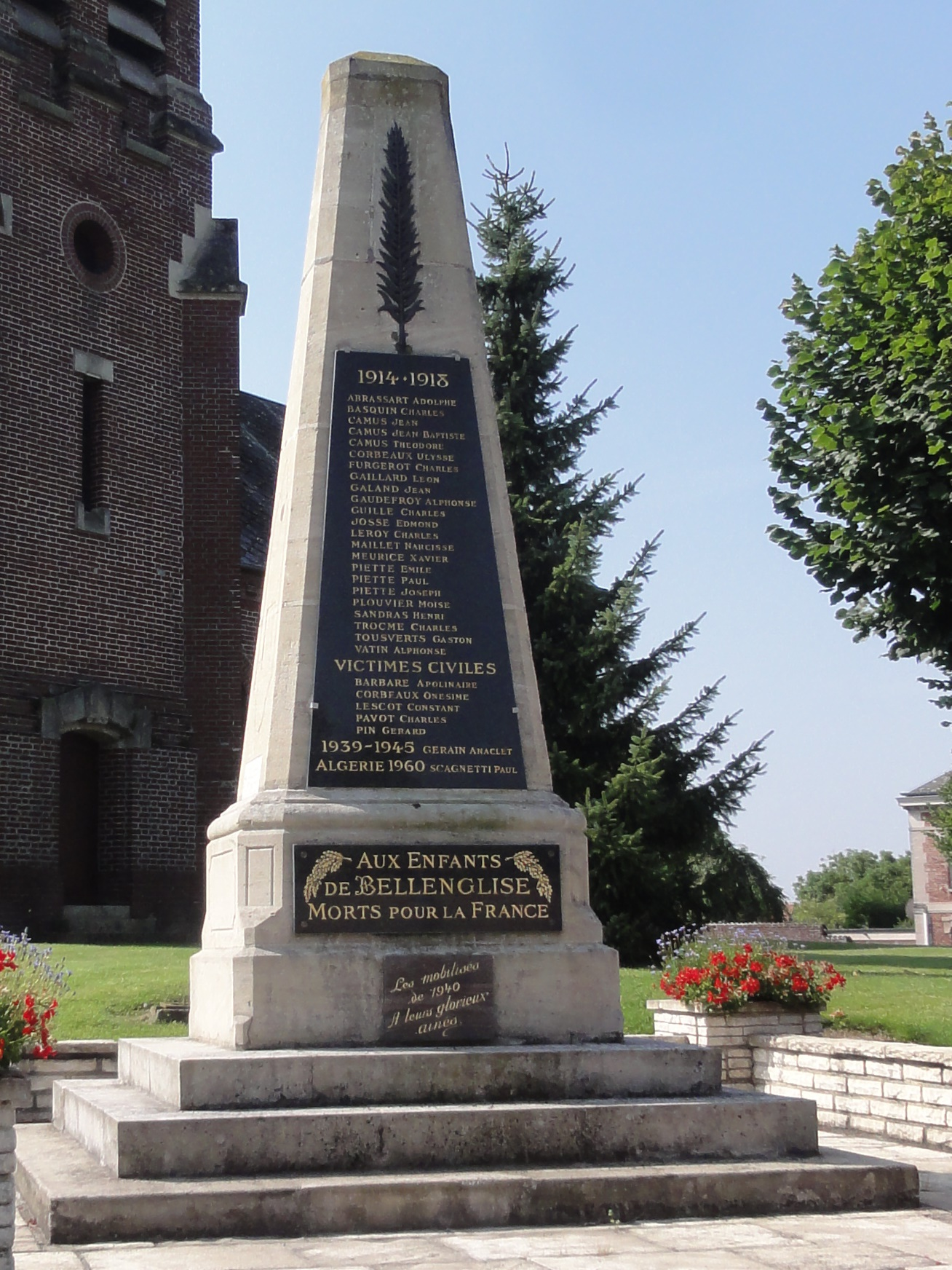
Monument aux morts.
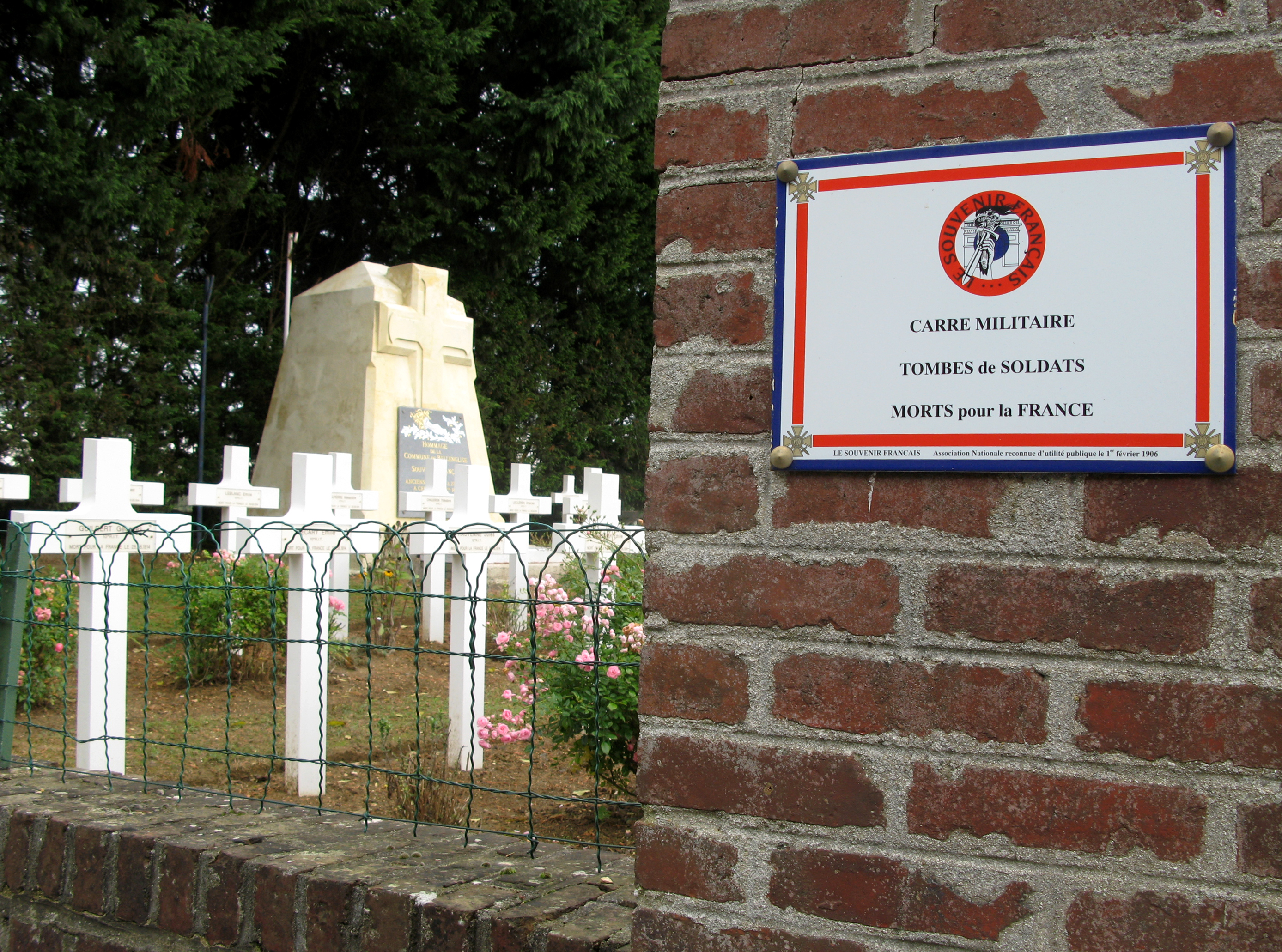
Plaque du carré militaire à l'entrée du cimetière communal.
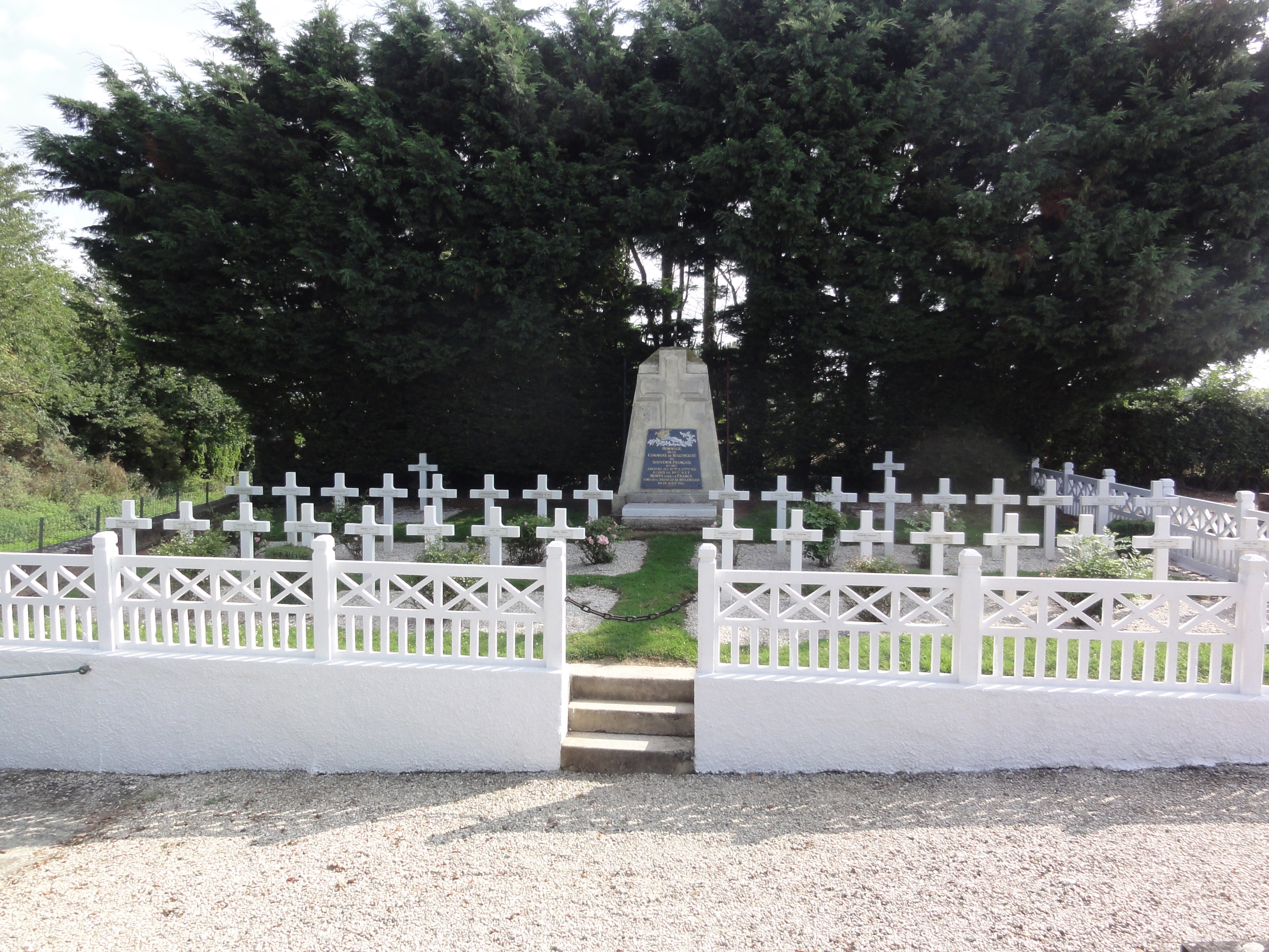
Le carré militaire au cimetière communal.
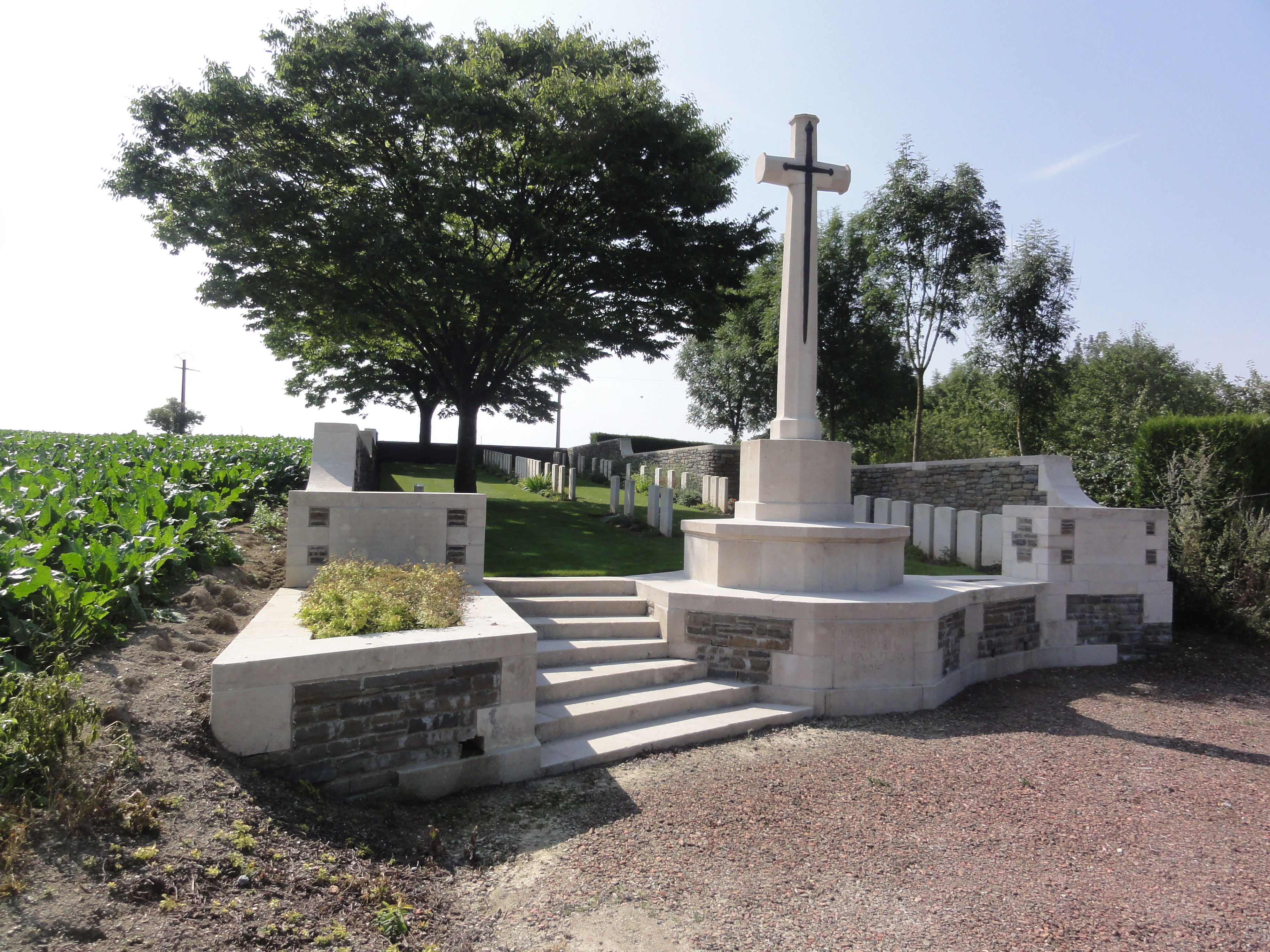
La Baraque British Cemetery.
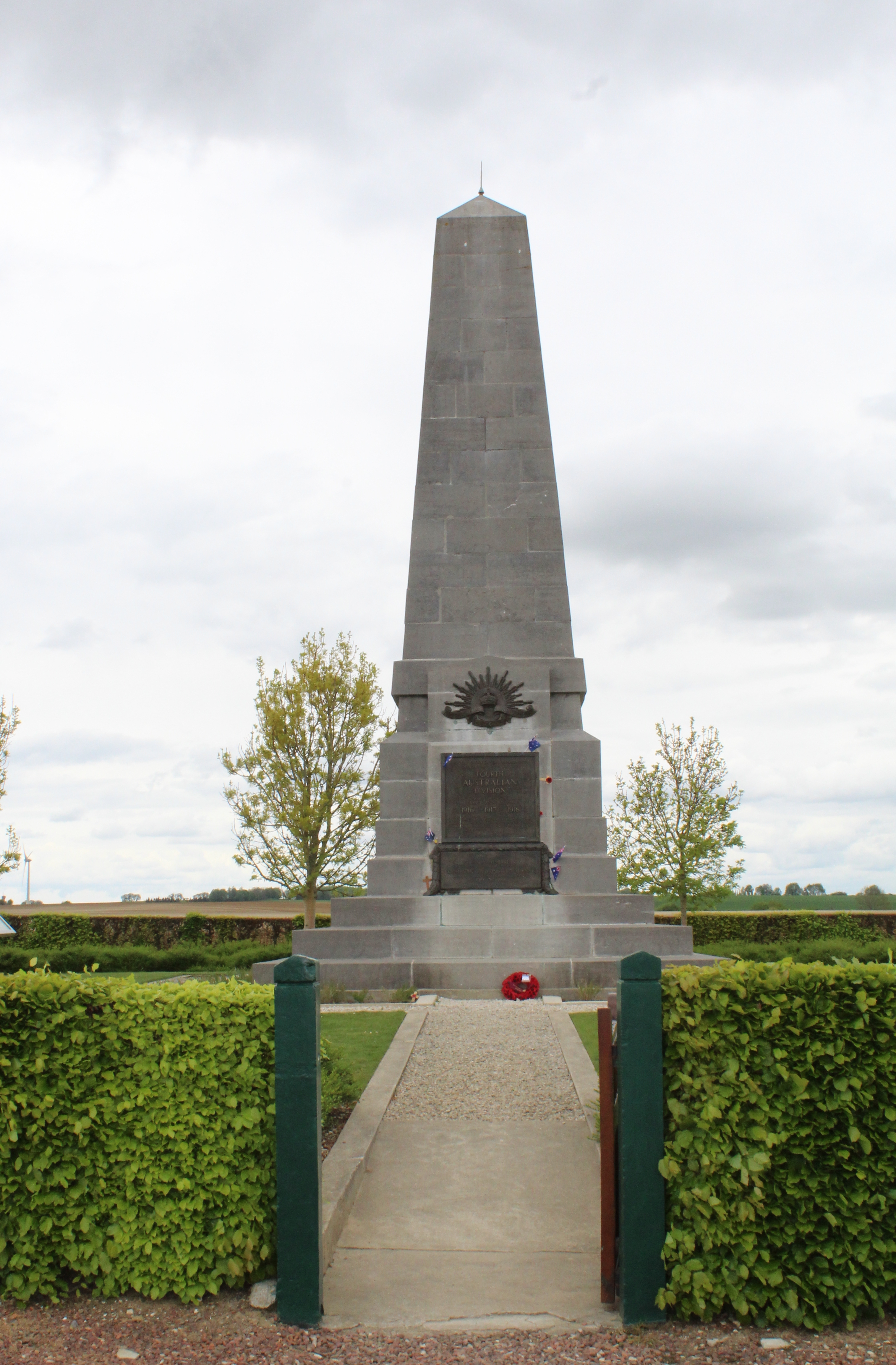
Mémorial de la 4e division australienne

### Personnalités liées à la commune
- Eugène Fragassi (1924-), footballeur, y est né

## Pour approfondir